# Ставицкий, Юрий Иванович
Юрий Иванович Ставицкий (р. 13 июля 1953) — российский военный лётчик, подполковник, участник афганской и первой чеченской войн, войны в Таджикистане, Герой Российской Федерации (1996).

## Биография
Юрий Ставицкий родился 13 июля 1953 года в посёлке Комсомольское Евпаторийского района Крымской области. В 1970 году он был призван на службу в Советскую Армию. Окончил Саратовское военное авиационное училище лётчиков в 1974 году, после чего служил в авиации погранвойск, был лётчиком, командиром экипажа вертолёта «Ми-8» Тихоокеанского пограничного округа. С 1981 года Ставицкий командовал экипажем «Ми-8» в 4-й отдельной Арктической авиаэскадрилье, затем в 17-м отдельном авиаполку Среднеазиатского погранокруга (17-й оап), дислоцированного в г. Мары Туркменской ССР.
С апреля 1981 года Ставицкий участвовал в войне в Афганистане. Позже он был переведён в штат вновь созданного в 1983-м 23-го отдельного авиационного полка Среднеазитаского пограничного округа (23-й оап), дислоцированного в столице Таджикской ССР г. Душанбе. 2
Совершил около 700 боевых вылетов, был сбит, получил тяжёлые травмы. С 1983 года командовал экипажем «Ми-26» в том же 23-м оап, также освоил «Ан-26» и «Як-40».

…Впервые в практике эксплуатации вертолетов Ми-26 в пограничных войсках в зоне ответственности САПО 11 февраля 1988 г. на внешней подвеске был эвакуирован на свой аэродром из района аварии поврежденный вертолет Ми-8, который впоследствии был полностью восстановлен. Экипаж командира авиационного отряда вертолетов Ми-26 майора Ю. Ставицкого и весь личный состав, участвовавший в этой операции, за проявленное мужество и высокое летное мастерство были награждены орденами и медалями….— Крылья границы
С декабря 1986 года он был штурманом 20-й отдельной авиационной эскадрильи Северо-Западного пограничного округа. Принимал участие в первой чеченской войне. В сентябре 1996 года Ставицкий прибыл в командировку в состав авиации Группы российских погранвойск в Таджикистане. Участвовал в боевых действиях на таджико-афганской границе.
27 сентября 1996 года одна из российских пограничных застав Калай-Хумского погранотряда подверглась сильному обстрелу как с афганской, так и с таджикской территории. На помощь осаждённой заставе вылетел экипаж Ставицкого, в который, кроме него, входили подполковник Сергей Липовой, капитан Игорь Будай и капитан Валерий Стовба. Когда вертолёт стал обстреливать боевиков, те ответили огнём из крупнокалиберных пулемётов, нанеся ему сильные повреждения. В воздухе погибли Будай и Стовба, однако оставшимся членам экипажа удалось обнаружить ведущую обстрел заставы батарею и при помощи звена вертолётов уничтожить её. Затем Липовой и Ставицкий с трудом довели вертолёт до аэродрома.
Указом Президента Российской Федерации № 1679 от 14 декабря 1996 года за «мужество и героизм, проявленные при выполнении воинского долга» подполковник Юрий Ставицкий был удостоен высокого звания Героя Российской Федерации с вручением медали «Золотая Звезда».
С 1997 года продолжал командовать звеном в авиации Северо-Западного погранокруга. В мае 2000 года подполковник Ставицкий был уволен в запас. Проживал в Санкт-Петербурге.
Также награждён орденами Красного Знамени и Красной Звезды, а также рядом медалей.
Был выдвинут в кандидаты Госдумы РФ 7 созыва от РППС по региональной группе Крым-Севастополь 2 номером. Был выдвинут 1 номером в региональной группе по Крыму от партии Зелёных.
Заместитель руководителя Межрегиональной общественной организации "Герои Отечества" г. Севастополя и Республики Крым. Проживает в Сакском районе.

## Награды
Также награждён орденами Красного Знамени и Красной Звезды, а также рядом медалей.
Медаль «За защиту Республики Крым» (05.07.2023).